# 津斯邁斯特嶺
津斯邁斯特嶺（英語：Zinsmeister Ridge）是南極洲的山嶺，位於埃爾斯沃思地，屬於埃爾斯沃思山脈中森蒂納爾嶺的一部分，現時由南極條約體系管理。

## 外部連結

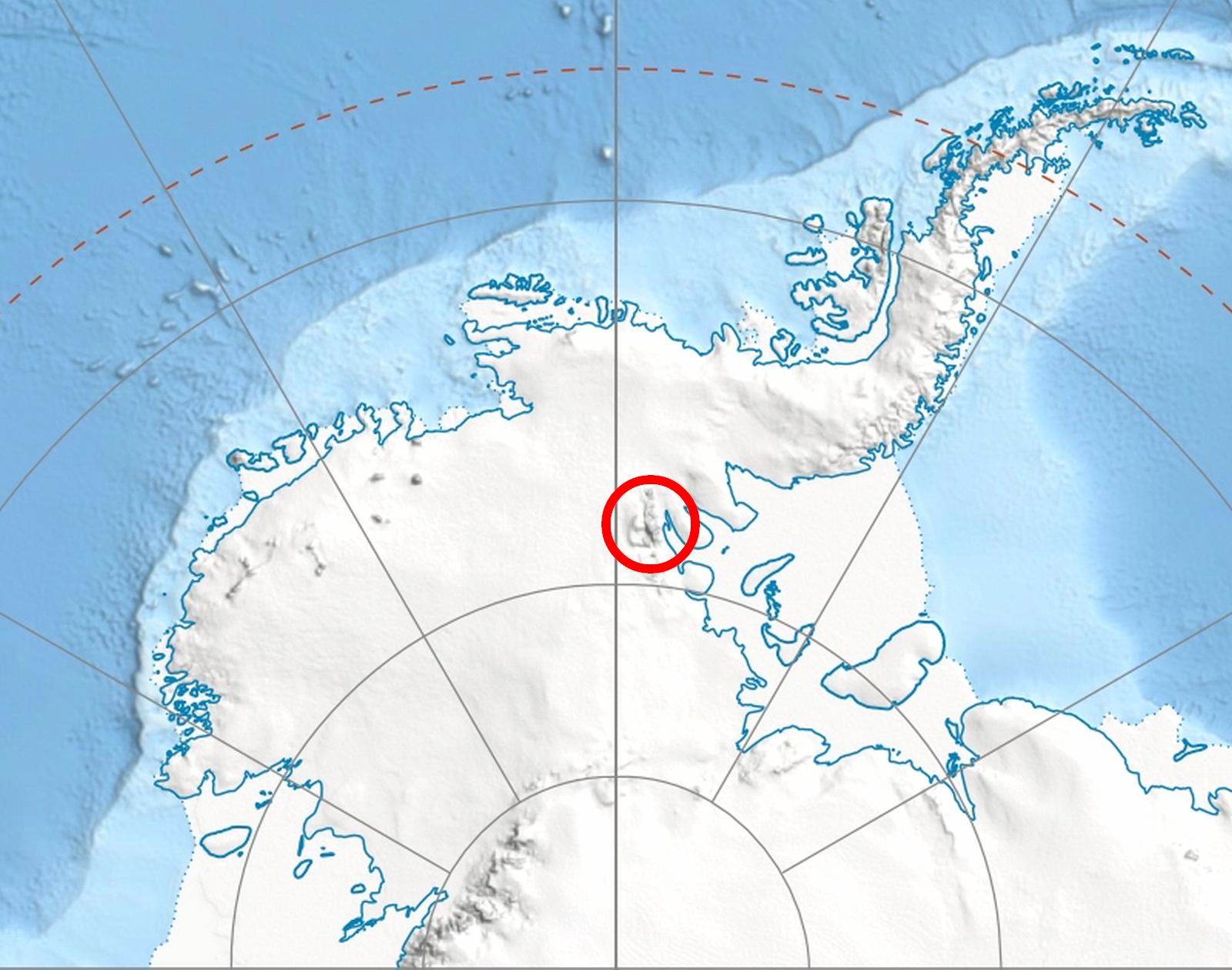

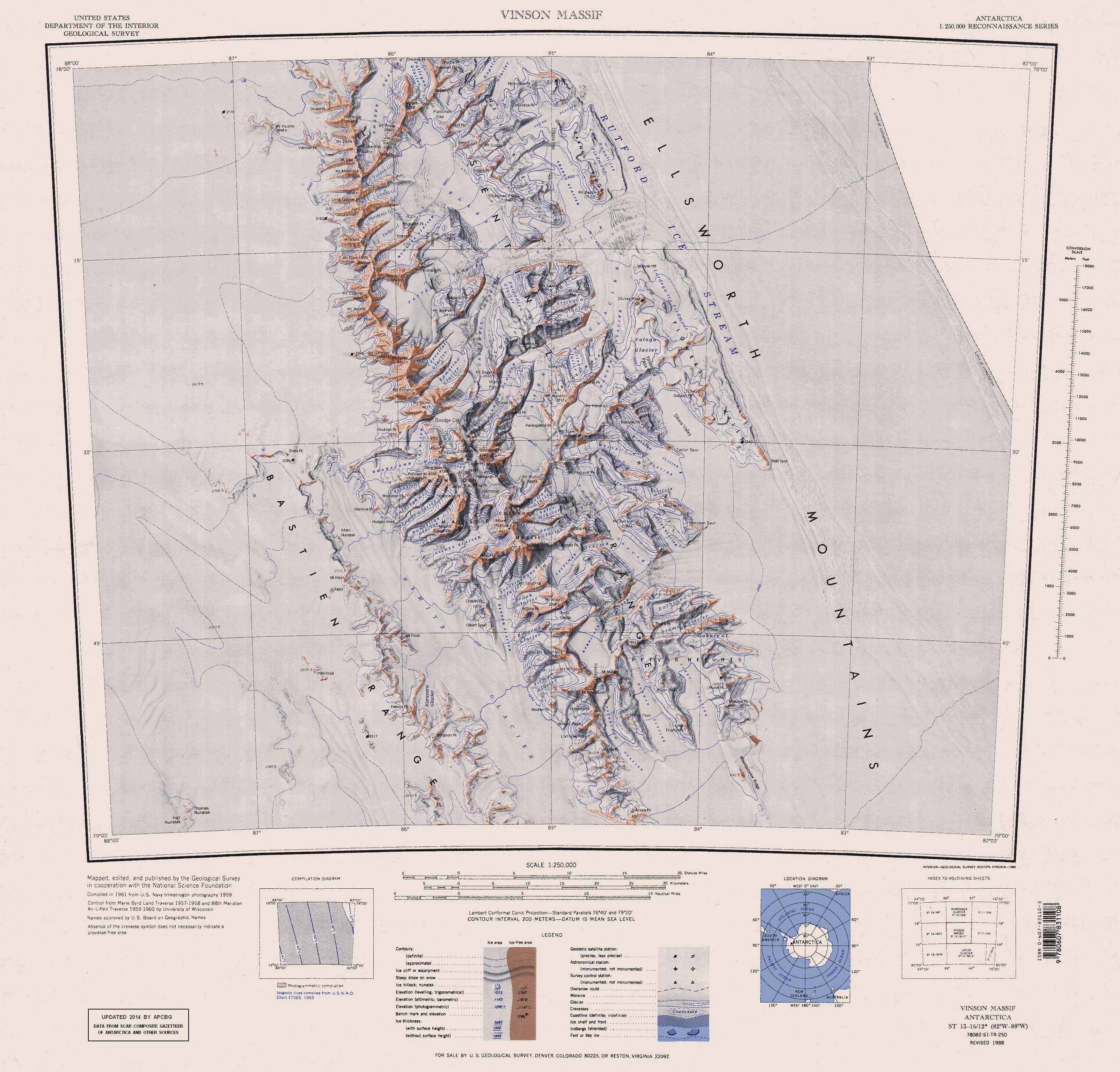

- Zinsmeister Ridge. （页面存档备份，存于） SCAR Composite Antarctic Gazetteer.

78°27′00″S 85°15′00″W / 78.45000°S 85.25000°W